# Alpesi hanga
Az alpesi hanga vagy havasi hanga (Erica carnea) a hangavirágúak (Ericales) rendjébe, ezen belül a hangafélék (Ericaceae) családjába tartozó faj.

## Előfordulása
Az alpesi hanga elterjedési területe az Alpok és Közép-Európa déli részei. Északon Közép-Németország keleti feléig, keleten Ausztriáig található meg. Marokkóban is őshonos.

## Megjelenése
A havasi hanga örökzöld, kúszó növekedésű, gazdagon ágas törpecserje, magassága 30 centiméter. Ágai vékonyak, világosbarna kéreggel, heverők, a virágzók felemelkednek. Fiatal hajtásai kopaszok, bordázottak. Rövid nyelű levelei rendszerint négyes álörvökben állnak, kopaszok és fénylők, mintegy 6-8 centiméter hosszúak, szálasak, elállók, csúcsuk kihegyezett, vagy kis tüskében végződik, szélük finoman fogazott. A virágok bókolók, rózsa-, hússzínűek vagy világos kárminpirosak, ritkán fehérek.

## Életmódja
Az alpesi hanga napfényes erdei fenyvesek, havasi törpefenyőcserjések és sziklás helyek lakója. Meszes, köves vályog- és agyagtalajokon nő. Fénykedvelő növény. Gyakran nagy állományokban nő az Alpok előterétől a fahatárt meghaladó magasságig.
A virágzási ideje februártól április végéig tart. Már az enyhébb téli napokon virágozni kezd.

## Hibridei
- Erica × darleyensis Bean = Erica carnea L. × Erica erigena R.Ross
- Erica × krameri D.C.McClint.
- Erica × oldenburgensis D.C.McClint.

## Képek

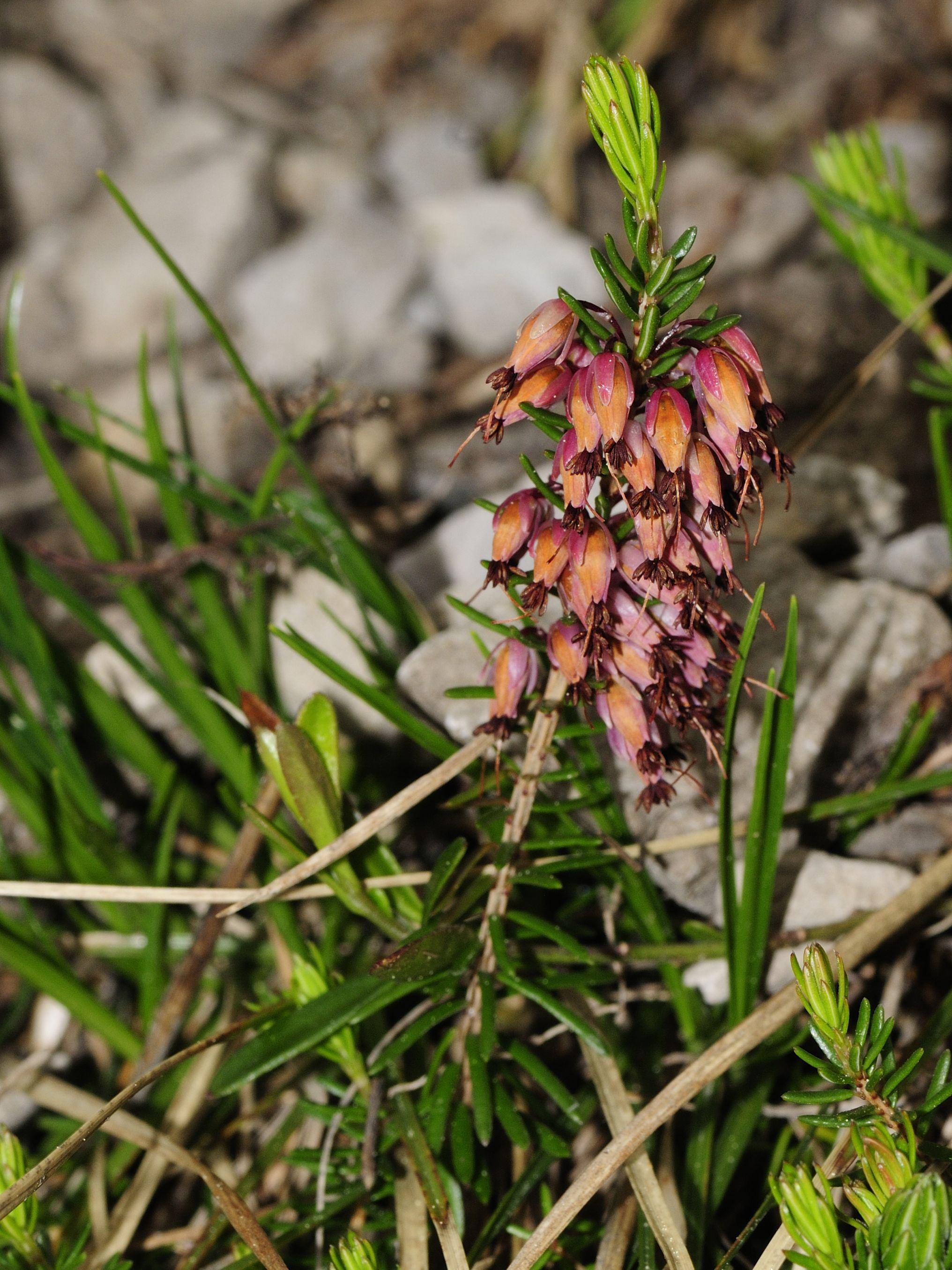
A növény
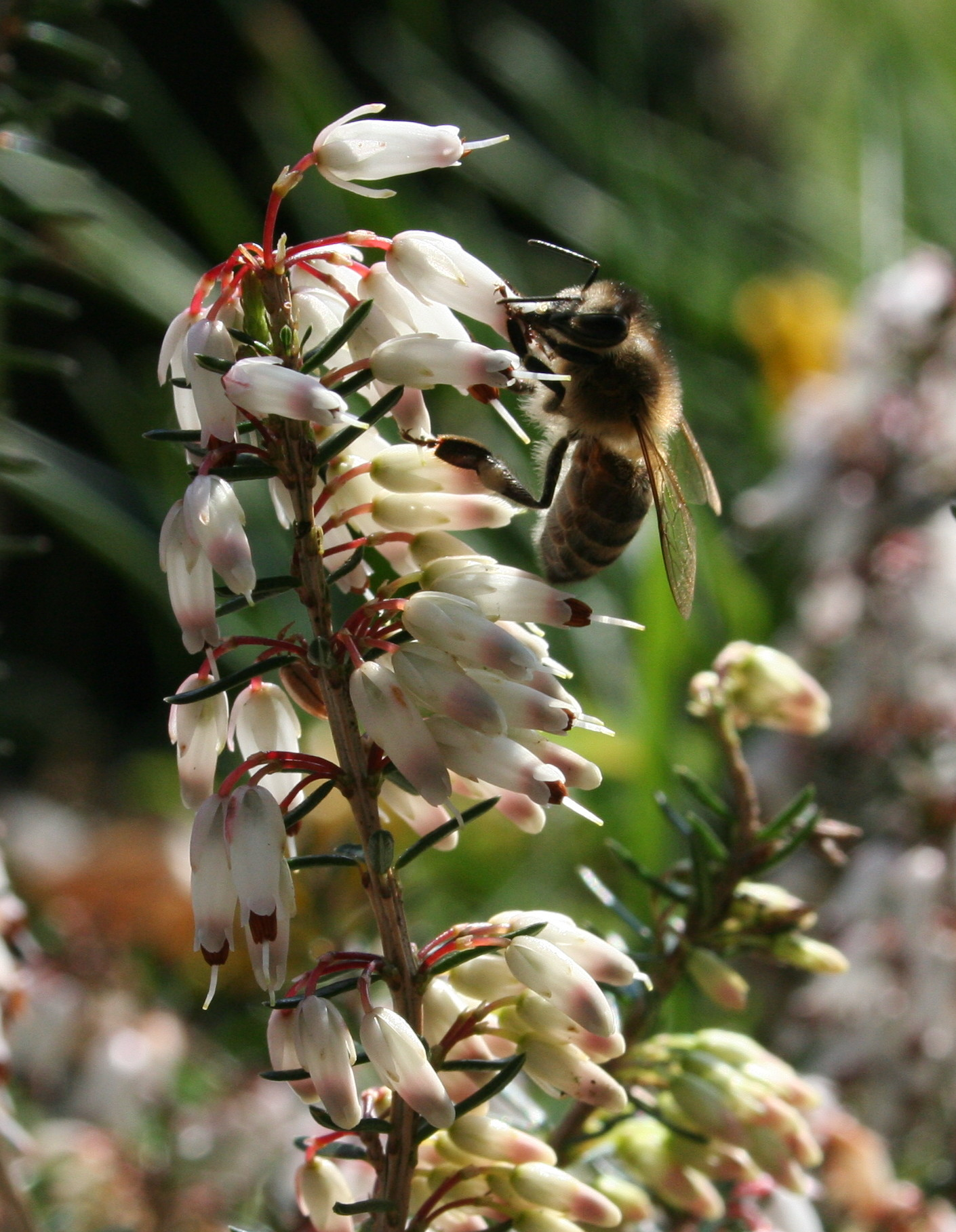
Megporzás közben
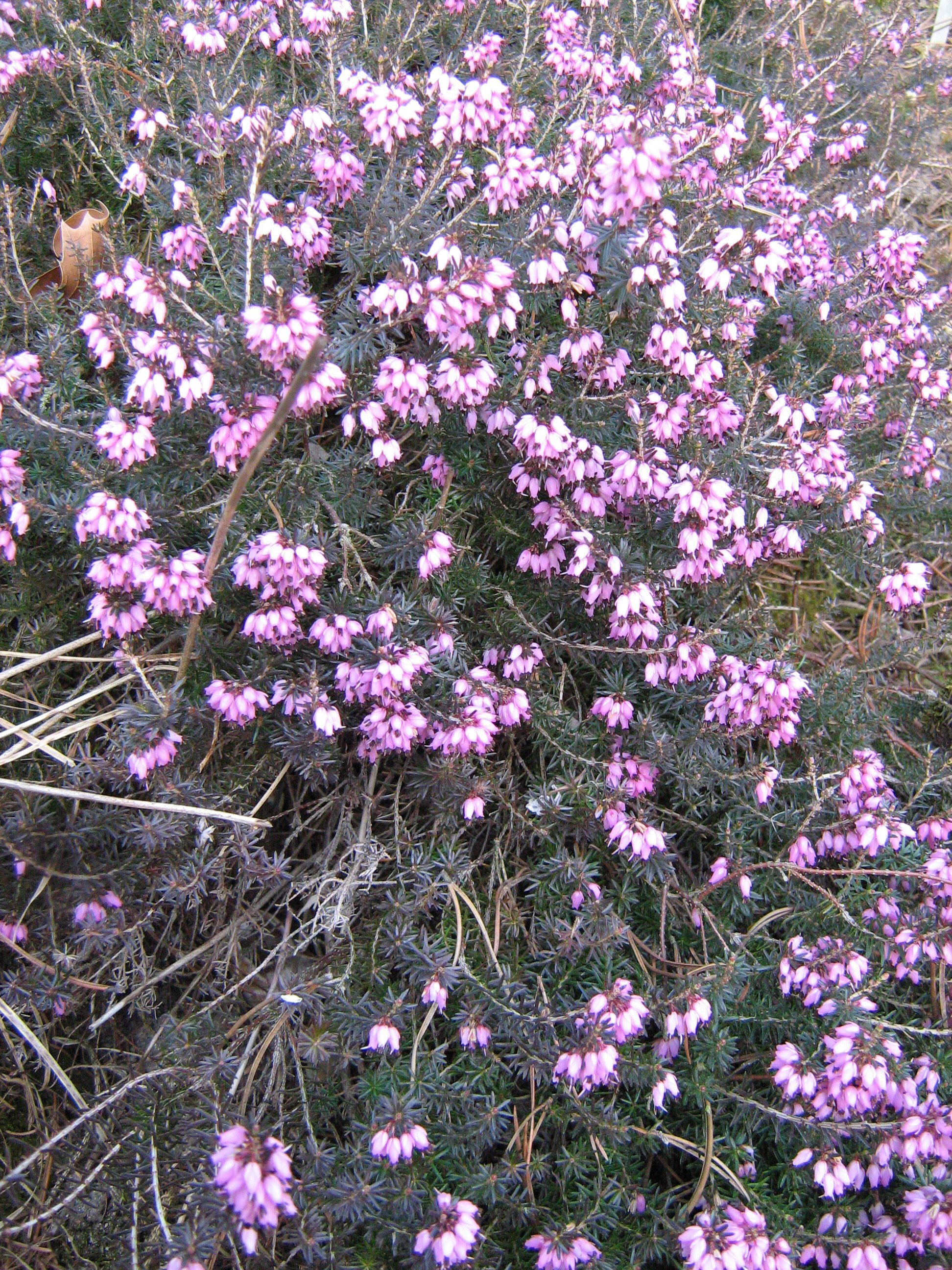
A berni botanikus kertben
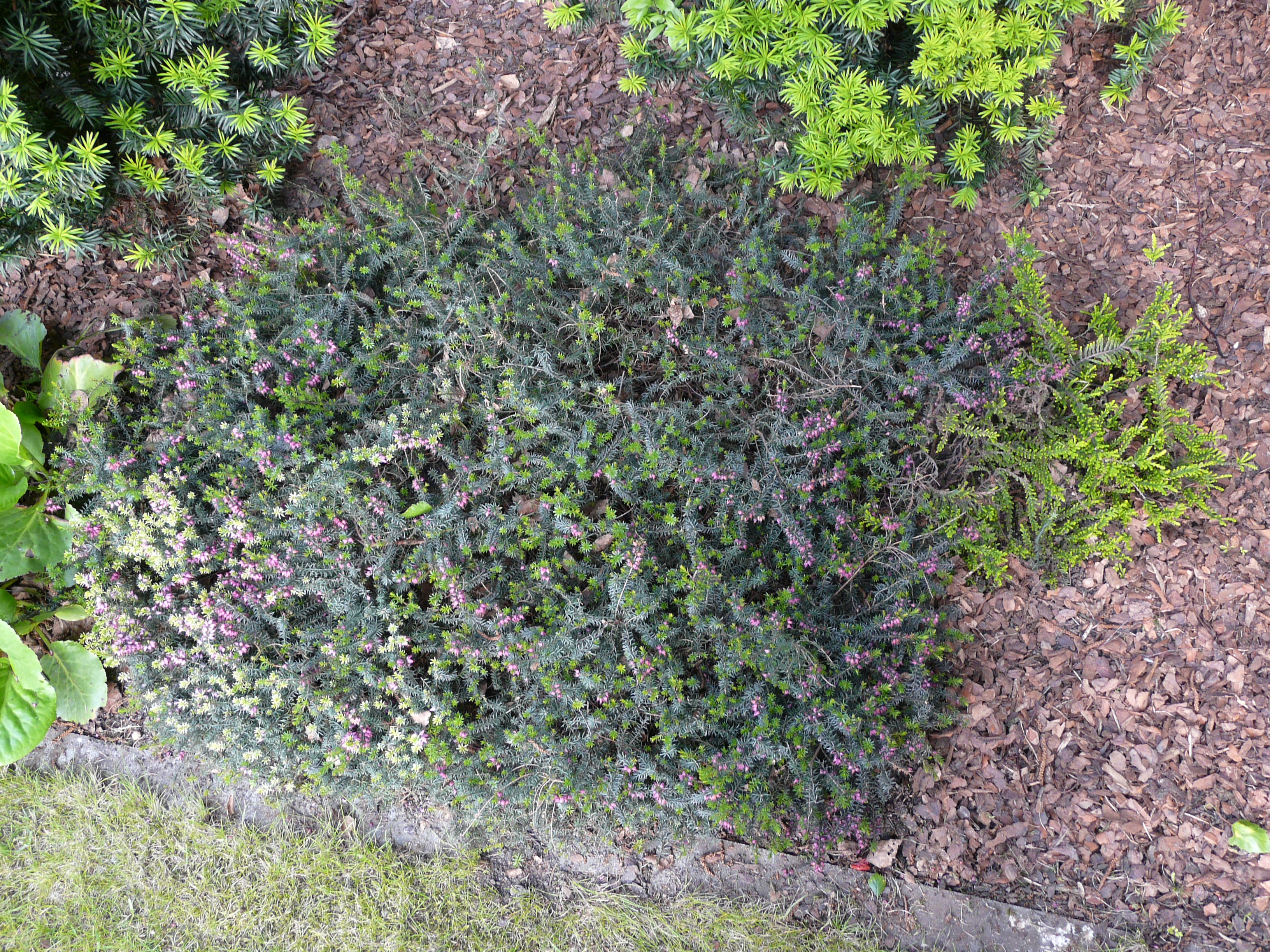
Telepe Lengyelországban
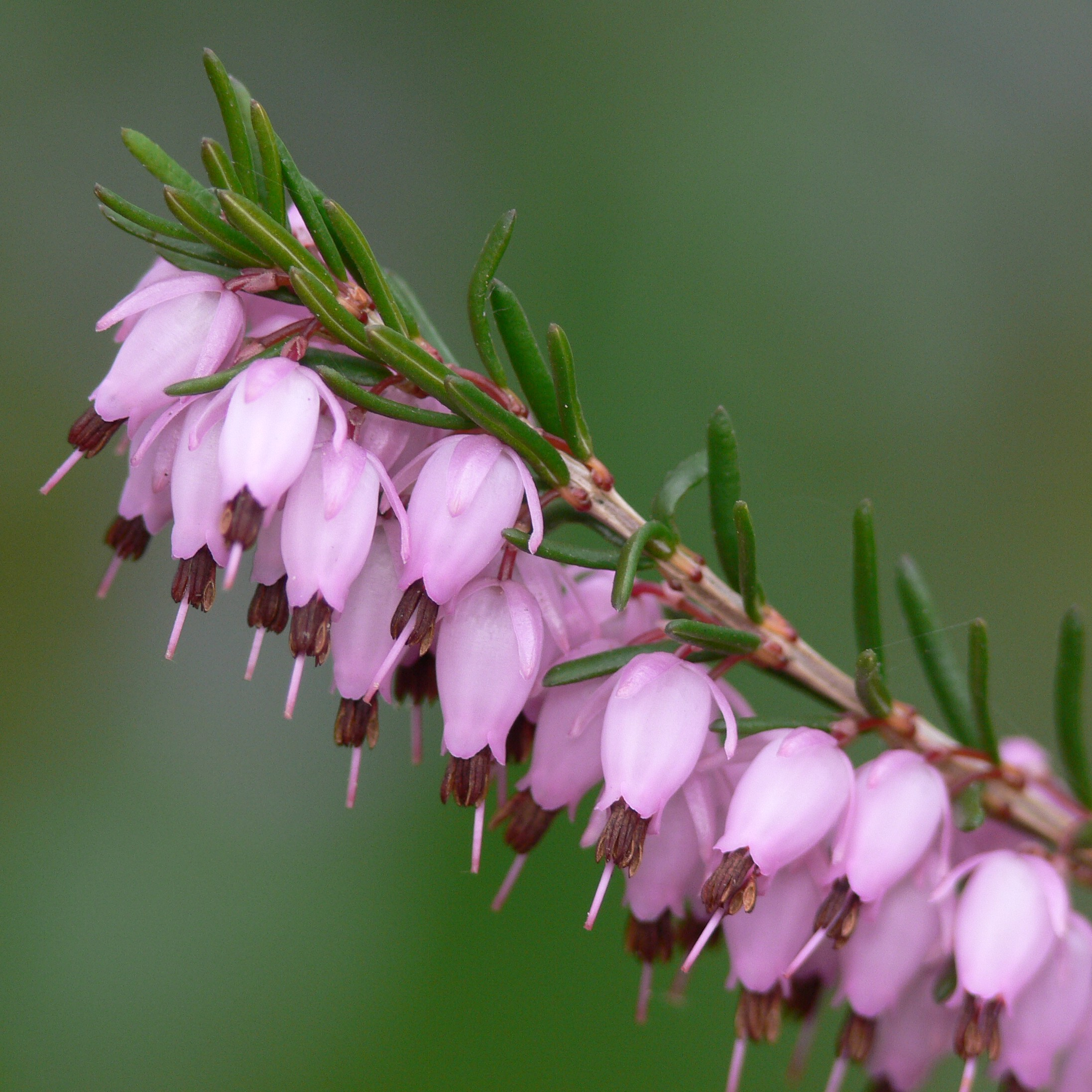
Virágai
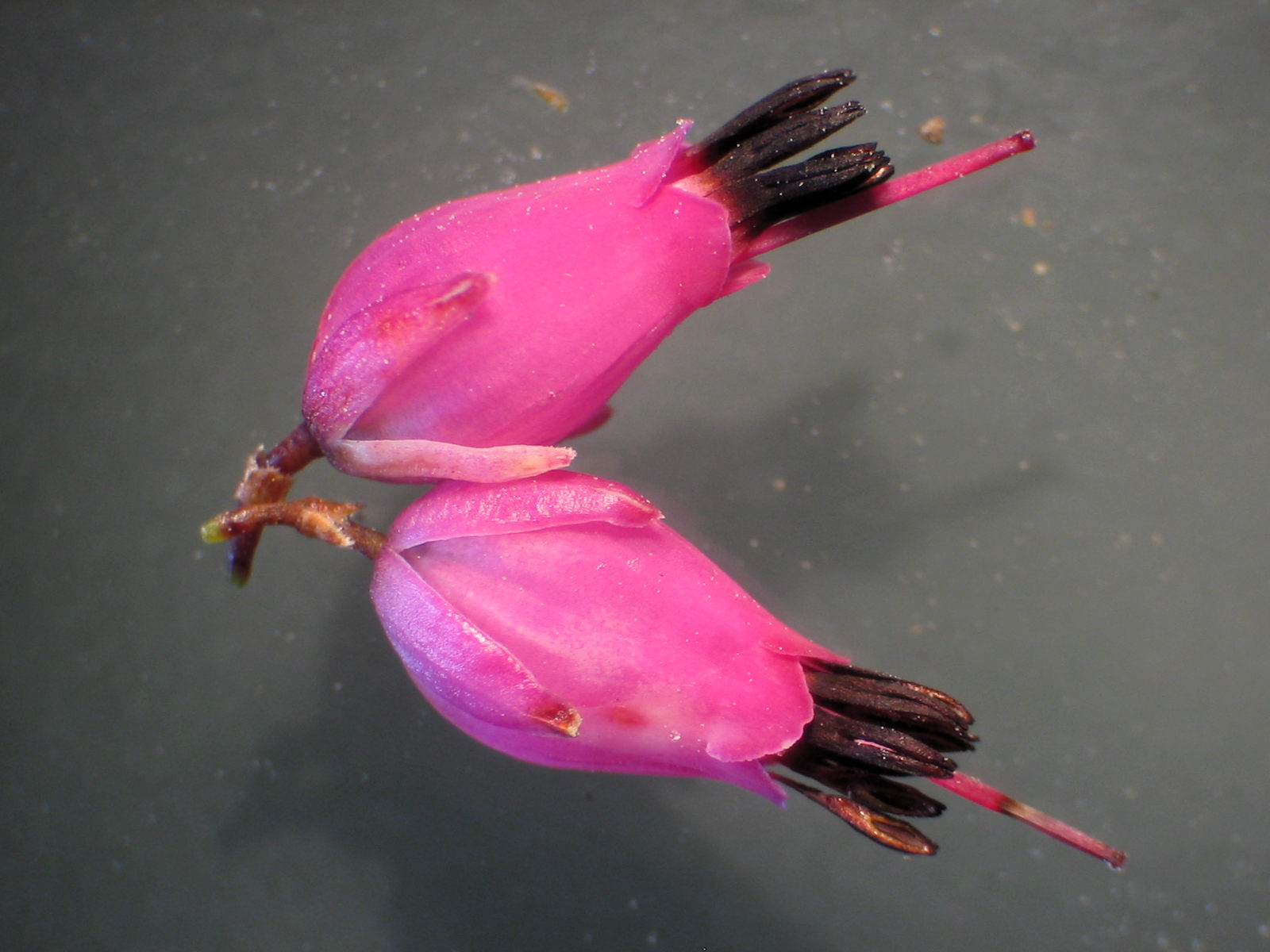
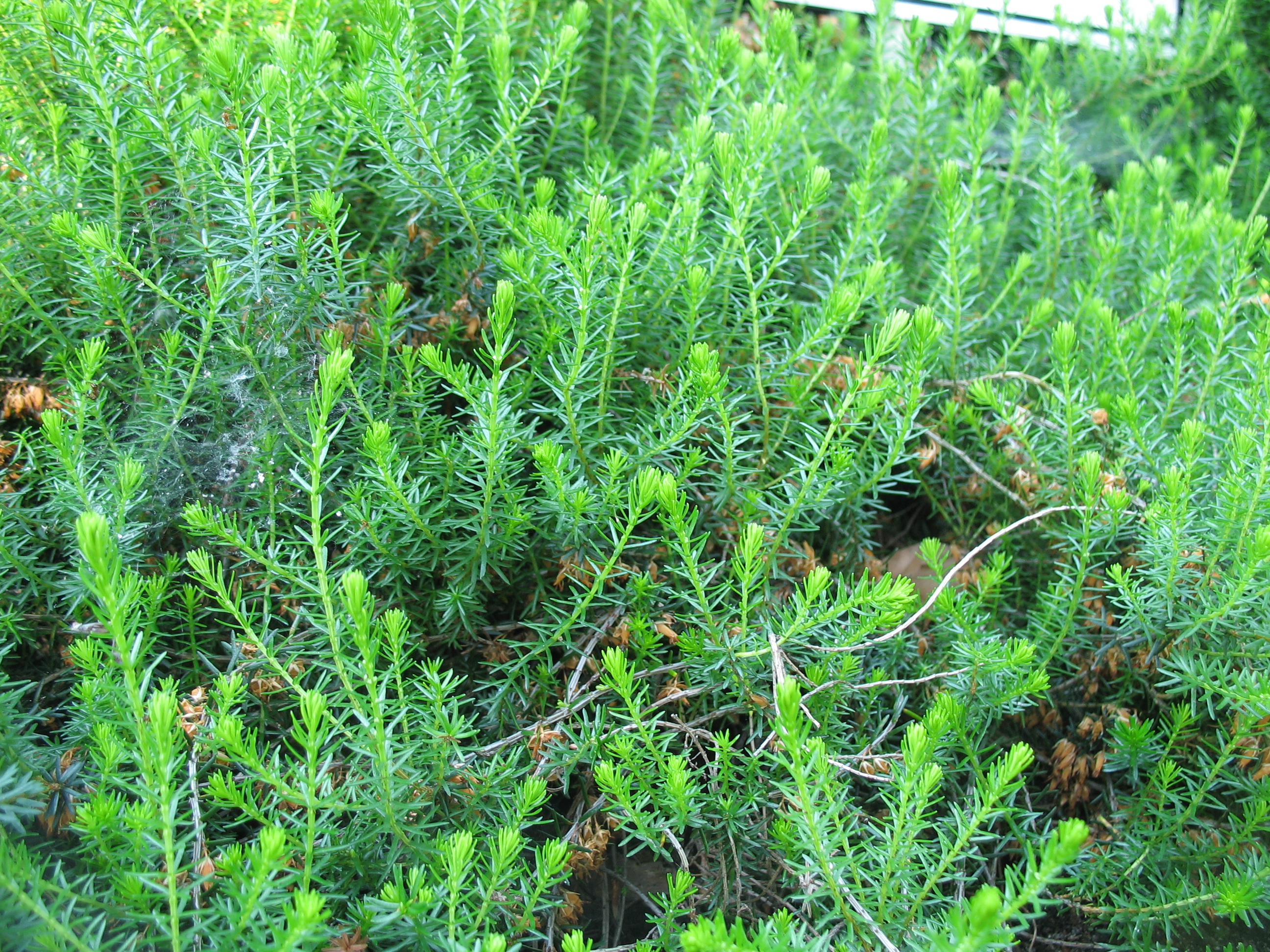
Levelei
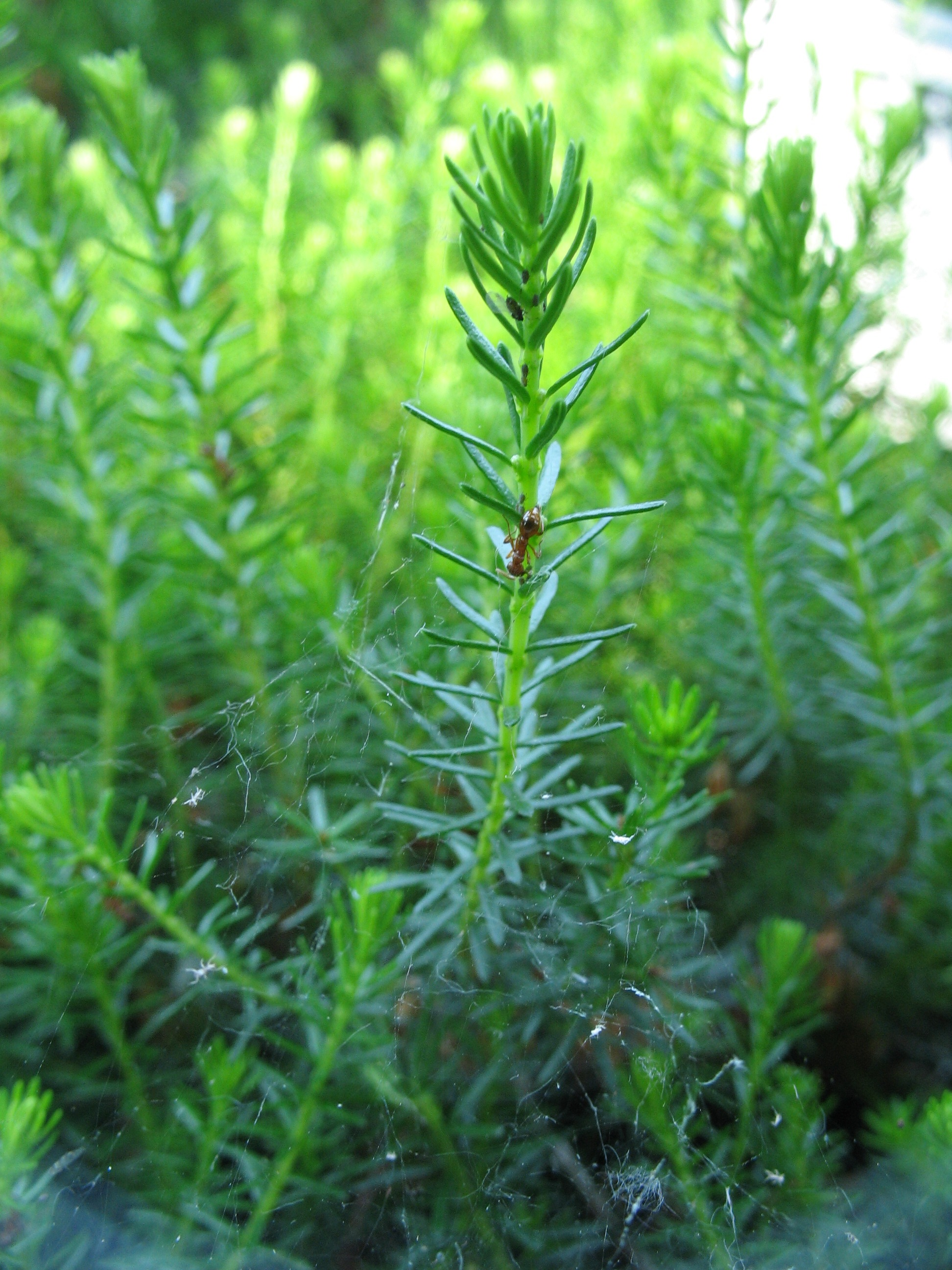
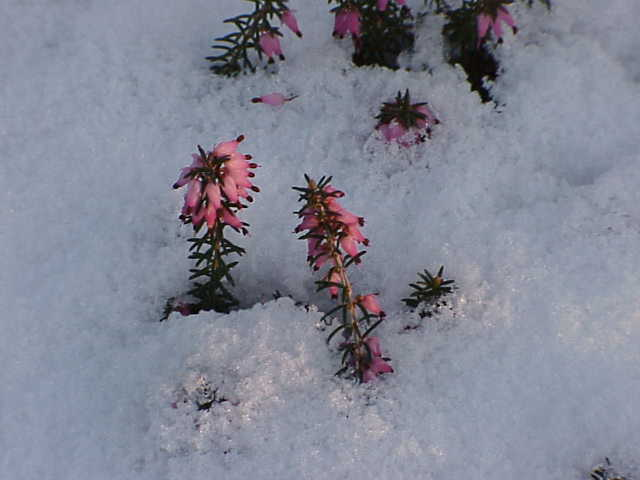
A hóból előbújva
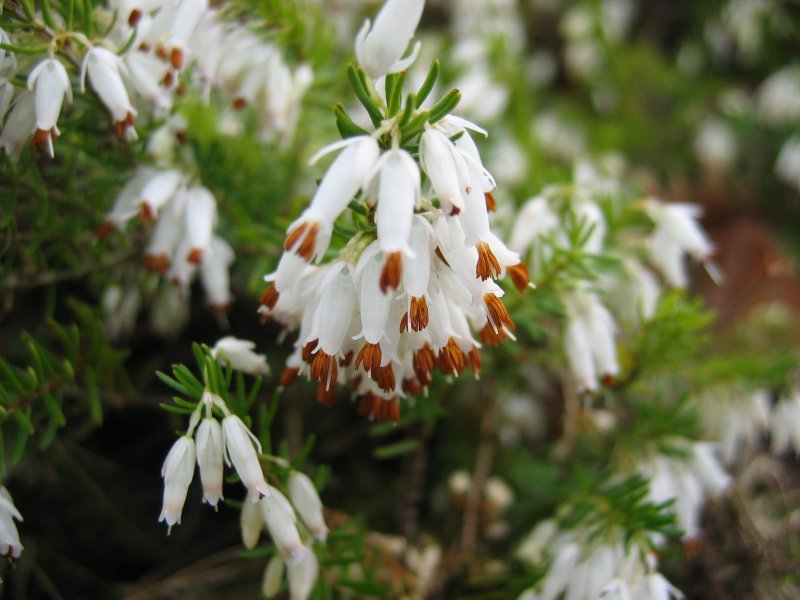
Erica carnea var. alba
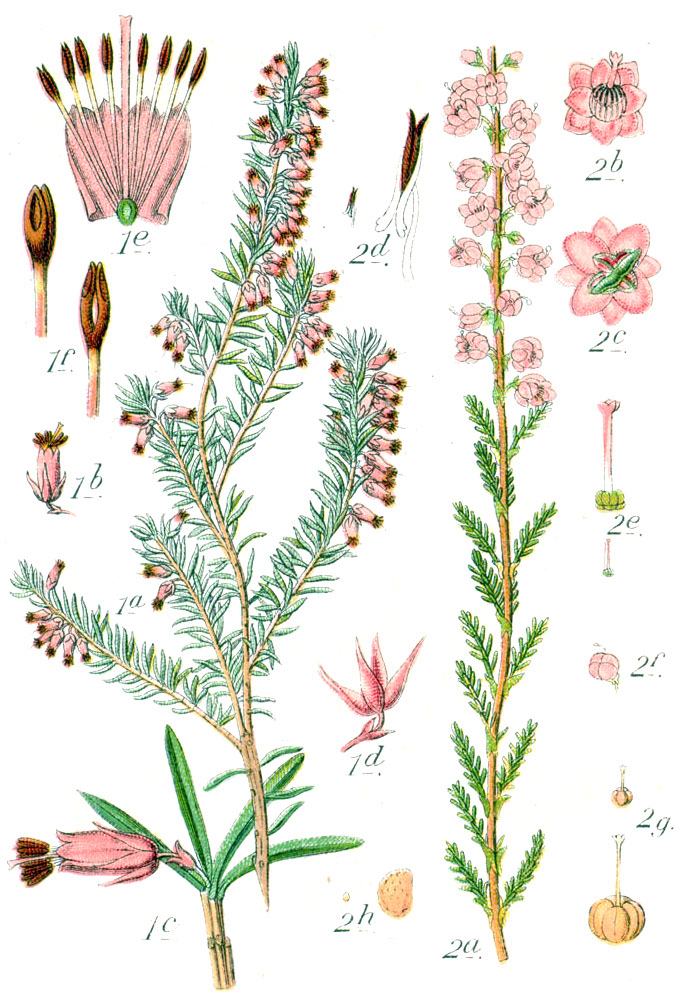
Rajz a növényről